# (Keep Feeling) Fascination
«(Keep Feeling) Fascination» — сингл британской синтипоп-группы The Human League, изданный 17 апреля 1983 лейблом Virgin Records и A&M Records в  США. Песня была написана Джо Коллисом и Филипом Оки, она является одной из немногих в творчестве коллектива, которую исполнили Филип Оки, Сьюзан Энн Салли, Джоан Катеролл и Джо Коллис совместно. Сингл стал хитом в Великобритании и США.

## О песне
Первоначально песня была издана отдельным синглом в Великобритании, где заняла второе место в UK Singles Chart. Позднее сингл был издан и в США, где он занял восьмое место в Billboard Hot 100.
Композиция вошла в мини-альбом Fascination!, в котором имеются две её версии — ремиксовая и импровизационная. На стороне Б сингла размещена  «Total Panic» — инструментальная композиция, которая была позже переделана в «Don’t You Know I Want You», а также вошла в альбом Hysteria.
Песня получила одобрение критика из Allmusic, назвавшего её «заразительной», но «надоедливой». Стюарт Мэйсон отметил, что «(Keep Feeling) Fascination» примечательна «пронзительным» звучанием синтезатора, что привлекает множество слушателей. Согласно его мнению, сингл имеет восхитительный ритм, и, очень похож на композицию «1999» в исполнении Принса.

## В популярной культуре
- В 2002 году «Keep Feeling Fascination» была включена в саундтрек игры Grand Theft Auto: Vice City, где она звучит на вымышленной радиостанции Wave 103[2].
- Композиция звучит в фильмах «Футбольная горячка» и «Не шутите с Зоханом».
- Роб Кроу записал кавер-версию песни, позже она была включена в рекламу компании Kingsford.
- Мексиканская группа OV7 записала эту песню для своего альбома Siete Latidos.
- Ремикс этого трека появился в рекламе смартофонов Samsung Galaxy S компании Verizon Communications.

## Чарты и сертификации
| Чарт (1983)    | Высшая позиция |
| -------------- | -------------- |
| Бельгия        | 24             |
| Великобритания | 2              |
| Ирландия       | 2              |
| Канада         | 13             |
| Новая Зеландия | 3              |
| США            | 8              |
| Швеция         | 18             |
| Южная Африка   | 16             |

| Страна                | Статус     |
| --------------------- | ---------- |
| Великобритания (BPI)  | Серебряный |
| Канада (Music Canada) | Золотой    |